# Linea 6 (CFL)
La linea 6 è una linea ferroviaria lussemburghese a scartamento ordinario lunga 16,6 km che unisce la capitale Lussemburgo con Bettembourg e la frontiera francese.
Oltreconfine prosegue verso Thionville come linea Metz-Zoufftgen.

## Storia
La linea fu aperta al traffico l'11 agosto 1859. Nel 1956 la ferrovia fu interamente elettrificata.